# ちゃーみーくいーん
ちゃーみー♡くいーん（CHARMY♡QUEEN）は日本の女性アイドルユニットである。所属事務所はディスカバリー・エンターテインメント。
GyaOのバラエティ番組『勝ち抜き!アイドル天国!!ヌキ天』で初代ヌキ天クイーンとなり、2009年1月21日にメジャーデビューした。

## メンバー

### 坂本恵美
坂本恵美（さかもとえみ、1989年（平成元年）9月3日 - ） - リーダー
- 青森県出身、血液型A型、身長165cm、スリーサイズB84 - W59 - H87cm、靴のサイズ24.5cm。
- 趣味は食べること、カラオケ。
- 小学校時代は北海道に住んでいたことがある[1]。
- 同じ事務所に所属していた南瑞彩と仲が良く、仕事でも一緒になることが多かった[2]。
- 3歳下の弟がいる[3]。

### 野本愛弓
野本愛弓（のもとあゆみ、1988年（昭和63年）12月28日 - ） - サブリーダー
- 東京都出身、血液型AB型、身長161cm、スリーサイズB90 - W58 - H86cm、靴のサイズ23.5cm。
- 5歳の頃から安室奈美恵に憧れ、歌手・タレントを目指すようになる[4]。2005年に女性ダンスユニット「Feam」のメンバーとして活動していたが、程なくして活動休止[5]。その後現事務所に所属する。
- 2012年4月21日の公式ブログにて、芸能活動休止中であることを発表[6]。
- 趣味は歌うこと。特技はダンス、バドミントン。
- 2歳下の弟がいる[7]。
- 友稀サナ（旧：斉藤友以乃）とは高校時代の同級生であり親友である[8]。また多岐川華子、夏菜とも仲が良い[4]。

## 出演

### インターネット配信
- 勝ち抜き!アイドル天国!!ヌキ天（GyaO、2007年 - 2008年）

### ラジオ
- テレビアニメ『アキカン!』メロン・なじみのスパークリング☆KISS（アニメイトTVとマリン・エンタテインメント 2009年1月18日 第2回ゲスト）

## ディスコグラフィー

### シングル
- ミラクル♡プランができちゃった!（2009年1月21日・ランティス）
  1. ミラクル♡プランができちゃった!
作詞：畑亜貴、作曲・編曲：小池雅也
テレビアニメ『アキカン!』オープニングテーマ。
  2. Lesson!Lesson!
  3. ミラクル♡プランができちゃった!（Off Vocal）
  4. Lesson!Lesson!（Off Vocal）

### DVD
- ちゃーみー♡くいーん（2007年6月28日・しゃてん）